# Charter Oak

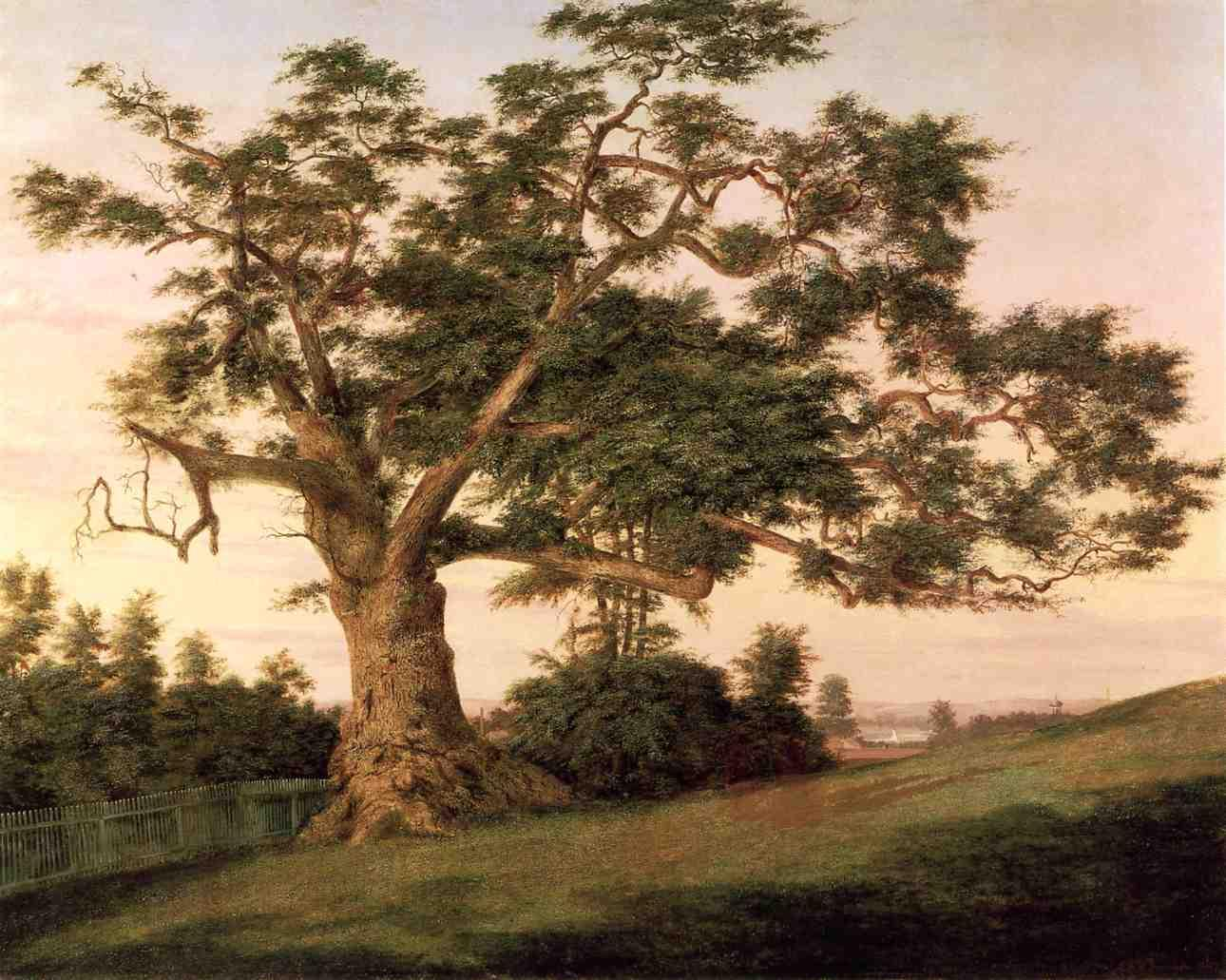
The Charter Oak, óleo sobre tela, Charles De Wolf Brownell, 1857. Ateneu Wadsworth

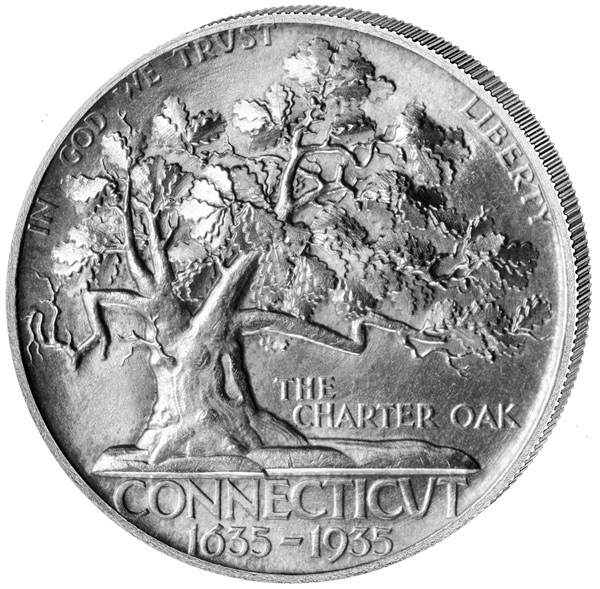
Moeda comemorativa de meio dólar de 1935 representando o Charter Oak

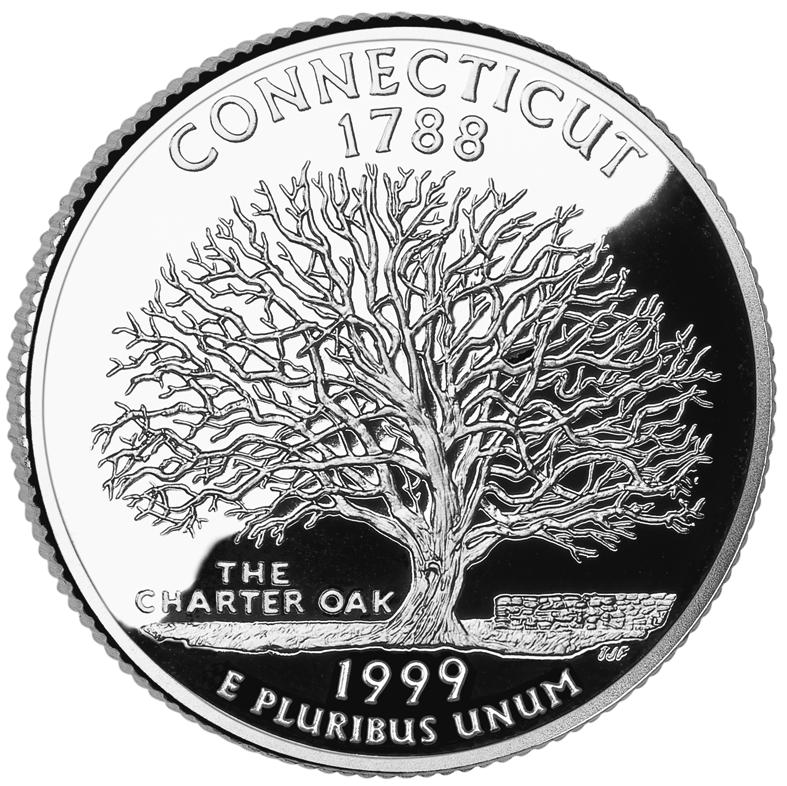
O Charter Oak na moeda de Connecticut (1999)

O Charter Oak foi um carvalho branco  de Wyllys Hyll em Hartford, Connecticut, nos Estados Unidos, que viveu desde por volta do século 12 ou 13 até cair durante uma tempestade em 1856. Segundo a tradição, a Carta Real de Connecticut de 1662 foi escondida dentro do oco da árvore para impedir seu confisco pelo governador-geral inglês. O carvalho tornou-se um símbolo da independência americana e é comemorado no State Quarter de Connecticut de 1999. Em 1935, para o tricentenário de Connecticut, também foi retratado em um meio dólar comemorativo e em um selo postal .

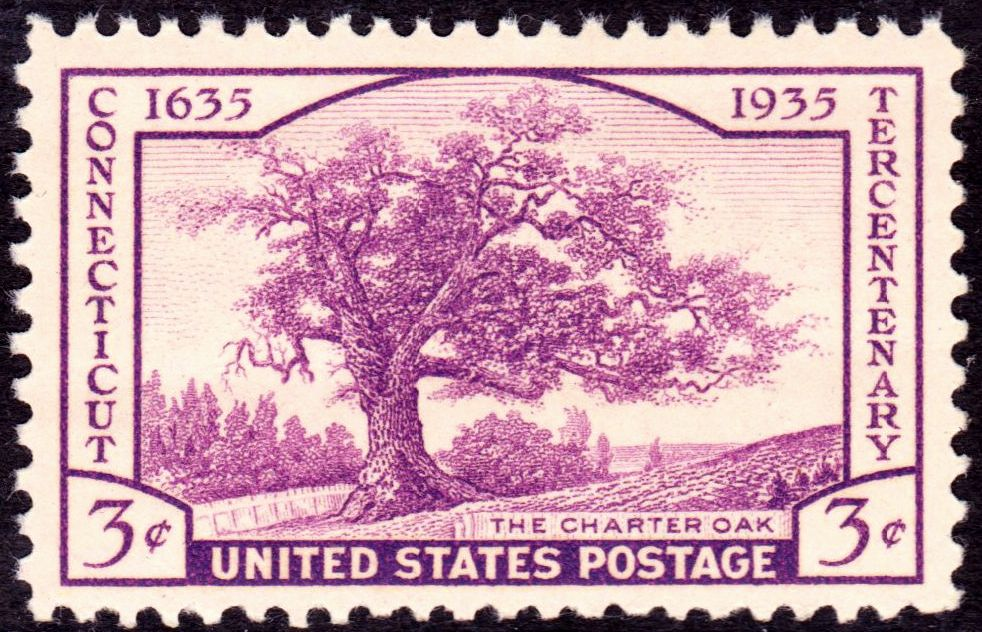
Selo dos EUA do tricentenário de Connecticut de 1935

## Relíquias

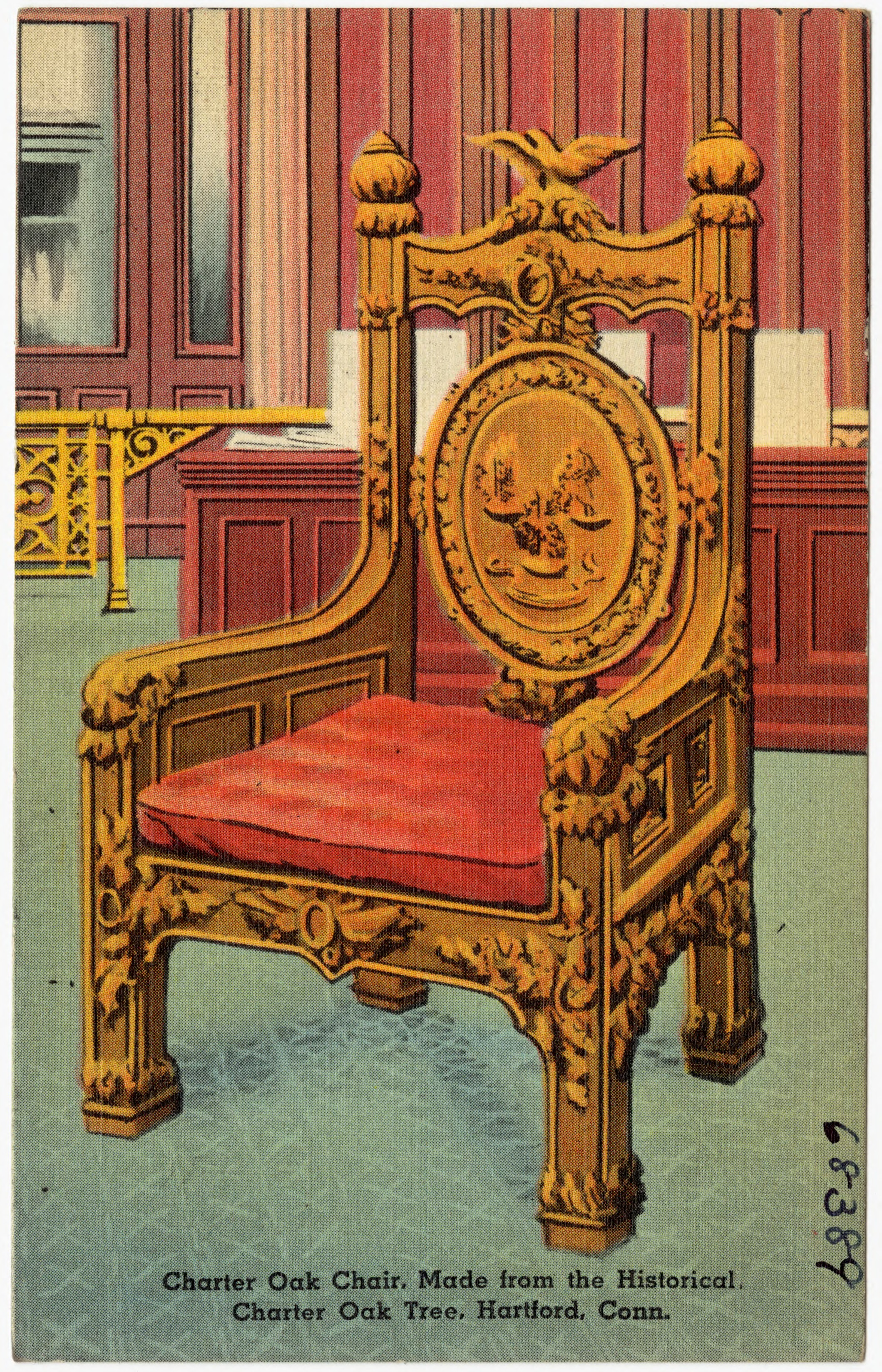
A Cadeira Charter Oak mostrada em um cartão postal

O carvalho foi derrubado por uma violenta tempestade em 21 de agosto de 1856 e a madeira dele foi transformada em várias cadeiras agora exibidas no Hartford Capitol Building. A mesa do Governador de Connecticut e as cadeiras do Presidente da Câmara dos Representantes e do Presidente do Senado na capital do estado foram feitas de madeira recuperada do Charter Oak. Outra cadeira foi feita pelo notável pintor Frederic Church, natural de Hartford, e ainda está em exibição em sua antiga casa .
Uma bola de beisebol de madeira feita do Charter Oak foi apresentada pela Charter Oak Engine Co. No. 1 em 20 de setembro de 1860 ao Charter Oak Base Ball Club do Brooklyn.
Uma bengala feita de um galho do Charter Oak foi dada ao presidente Andrew Johnson por apoiadores em janeiro de 1868, quando o processo de impeachment estava em andamento.